# Équipe de Maurice masculine de basket-ball
Cet article traite de l'équipe masculine. Pour l'équipe féminine, voir Équipe de Maurice féminine de basket-ball.
Maillots
L'équipe de Maurice masculine de basket-ball est l'équipe nationale qui représente Maurice dans les compétitions internationales masculine de basket-ball. Elle est placée sous l'égide de la Fédération de la république de Maurice de basket-ball. L'équipe est affiliée à la FIBA depuis 1959.
La sélection termine sixième des Jeux africains de 1978.